# Caritologue
Le terme caritologue est un néologisme utilisé à La Réunion pour parler des spécialistes du cari, plat traditionnel de l'île.
Il est souvent associé aux acronymes DPLT pour “Diplômé par la tradition”, le caritologue se considère comme un soignant qui prodigue ses soins via la cuisine réunionnaise. Ce néologisme a été créé par l’artiste-peintre André Béton.

## Philosophie
L’art culinaire réunionnais est un pilier du patrimoine qui reflète la diversité culturelle et l’histoire complexe de cette île.
Un caritologue estime être un gardien de cette tradition, il a pour rôle de sensibiliser le grand public sur l’importance de la place de la cuisine dans la culture et l’identité créole en perpétuant les pratiques culinaires des familles créoles et les particularités de chacune. Ainsi, tout le monde peut se proclamer caritologue, tant que la tradition est respectée.
Le caritologue utilise la méthode ancestrale de la cuisson au feu de bois ainsi que l’utilisation de légumes anciens traditionnellement cuisinés à La Réunion tels que la margoze, le jacque et le fruit à pain.

## Enseignements et combats
La cuisine locale étant peu enseignée dans les établissements de formation de l'île, des caritologues sont parfois invités à prodiguer leur enseignement aux nouvelles générations. L’ objectif étant de perpétuer les traditions culinaires réunionnaises.
L’installation de fast food étant grandissante sur l'île, des caritologues se liguent pour faire entendre leur voix en opposant le cari et la malbouffe.

## Médiatisation
Une création originale Canal+ Réunion est dédiée aux caritologues, Cari Vip, une série documentaire réalisée par Lauren Ransan et Abel Vaccaro. 
Dans chaque épisode, quatre personnalités de La Réunion se retrouvent autour d’un cari cuisiné par André Béton, l’objectif étant de partager et transmettre l’art de vivre créole à un large public.